# هفت امتیاز
هفت امتیاز (به انگلیسی: The Seven-Ups) فیلمی در ژانر جنایی به کارگردانی و تهیه‌کنندگی فیلیپ دانتونی محصول ایالات متحدهٔ آمریکا است که در سال ۱۹۷۳ منتشر شد. از بازیگران آن می‌توان به روی شایدر، تونی لو بیانکو، و ریچارد لینچ اشاره کرد.